# Shizong (köpinghuvudort i Kina, Jiangsu Sheng, lat 32,19, long 121,12)
Shizong är en köpinghuvudort i Kina. Den ligger i provinsen Jiangsu, i den östra delen av landet, omkring 220 kilometer öster om provinshuvudstaden Nanjing. Antalet invånare är 29 615. Befolkningen består av 16 992 kvinnor och 12 623 män. Barn under 15 år utgör 9,0 %, vuxna 15-64 år 67 %, och äldre över 65 år 22,0 %.
Runt Shizong är det tätbefolkat, med 709 invånare per kvadratkilometer. Närmaste större samhälle är Jinsha, 12,3 km söder om Shizong. Trakten runt Shizong består till största delen av jordbruksmark.
Genomsnittlig årsnederbörd är 1 257 millimeter. Den regnigaste månaden är juli, med i genomsnitt 219 mm nederbörd, och den torraste är januari, med 35 mm nederbörd.